# 정경궁주 유씨
정경궁주 유씨(貞慶翁主 柳氏, 생몰년 미상)는 조선 태조 이성계의 후궁이다. 본관은 고흥이다.

## 생애
밀직부사(密直副使)로 있던 류준(柳濬)의 딸로서, 신덕왕후를 잃은 태조에게 후궁으로 바쳐졌다. 태조 7년 정월에 화의옹주로 책봉된 김해 기생 칠점선 김씨와 함께 정경옹주로 책봉되어 정식 후궁이 되었다. 태종 6년에 정경궁주로 진봉됐다.
생몰년에 대한 기록은 없으나, 세종 1년엔 생존 중이었다. 자녀가 있었다는 기록은 현재까지 발견된 바 없다.

## 가족 관계
본가  고흥 류씨(高興 柳氏)
- 조부 : 판밀직사사 유유기(判密直司事 柳有奇)
  - 아버지 : 판삼사사 고흥백 호안공 류준(判三司事 高興伯 胡安公 柳濬, 1321~1406)[4]
    - 형제 : 유맹충(柳孟忠)
    - 형제 : 유중경(柳仲敬)
    - 형제 : 유계문(柳季文)

왕가(王家 : 전주 이씨)
- 시아버지 : 추존 환조대왕(桓祖大王, 1315~1361)
- 시어머니 : 추존 의혜왕후 최씨(懿惠王后 崔氏, ?~?)
  - 남편 : 제1대 태조대왕(太祖大王, 1335~1408)